# Општина Станишешти (Бакау)
Станишешти (рум. Stănişeşti) општина је у Румунији у округу Бакау.
Oпштина се налази на надморској висини од 227 m.